# Heidi (film din 1965)
Heidi (titlul original: în germană Heidi) este un film pentru copii austriac, realizat în 1965 de regizorul Werner Jacobs, după romanul omonim al scriitoarei Johanna Spyri, protagoniști fiind actorii Eva Maria Singhammer, Michaela May, Jan Koester și Gustav Knuth.

## Rezumat
Povestea istorisește despre fetița orfană Heidi, care după moartea mamei sale, crește cu bunicul ei în munți. Fata cu minte sclipitoare se acomodează repede în noul mediu, se împrietenește cu fiul fermierului, Peter și în cele din urmă, câștigă inima bunicului morocănos...

## Distribuție
- Eva Maria Singhammer – Heidi
- Michaela May – Klara Sesemann
- Jan Koester – Peter, băiatul cu caprele
- Gustav Knuth – Alp Oehi
- Rudolf Vogel – Sebastian, majordom
- Gabriele Buch – Rosi
- Lotte Ledl – tanti Dete
- Margarete Haagen – bunica Sesemann
- Ernst Schröder – Alfred Sesemann, consul
- Rolf Moebius – dr. Rudolf Classen
- Margot Trooger – dra. Rottenmeier
- Rudolf Prack – preotul
- Hans Thimig – portarul domului
- Michael Janisch – Johann

## Aprecieri
„ Versiunea strălucește prin pitoresc montan care dă poveștii motivare credibilă. ”—T. Caranfil , Dicționar universal de filme 